# Zimbabwe na Mistrzostwach Świata w Lekkoatletyce 2017
Zimbabwe na Mistrzostwach Świata w Lekkoatletyce 2017 – reprezentacja Zimbabwe podczas Mistrzostw Świata w Londynie liczyła 5 zawodników, którzy nie zdobyli żadnego medalu.

## Rezultaty
Mężczyźni
| Zawodnik         | Konkurencja | Finał    | Finał   |
| Zawodnik         | Konkurencja | Rezultat | Pozycja |
| ---------------- | ----------- | -------- | ------- |
| Millen Matende   | Maraton     | 2:21:52  | 47.     |
| Pardon Ndhlovu   | Maraton     | 2:18:37  | 33.     |
| Cutbert Nyasango | Maraton     | DNF      | DNF     |

Kobiety
| Zawodniczka          | Konkurencja | Finał    | Finał   |
| Zawodniczka          | Konkurencja | Rezultat | Pozycja |
| -------------------- | ----------- | -------- | ------- |
| Fortunale Chidzivo   | Maraton     | 2:58:51  | 74.     |
| Rutendo Joan Nyahora | Maraton     | 2:42:53  | 47.     |